# Pjenušac
Pjenušac (Francuski vin de Champagne) je naziv za pjenušavo vino koje naknadnim (drugim) vrenjem u boci razvija vlastiti ugljikov dioksid. Naziv za tu izvornu vrstu pjenušca dolazi od imena francuske pokrajine Champagne; danas je naziv "šampanjac" rezerviran isključivo za pjenušce iz te pokrajine i predstavlja zakonski zaštićenu oznaku geografskog podrijetla. Makar se i druge vrste pjenušavih vina ponekad kolokvijalno nazivaju "šampanjac", smije ih se službeno označavati samo kao pjenušce (Vin mousseux).

## Šampanjac i pjenušci
Nalazeći ishodište u šampanjcu, razvila se šira skupina posebnih tipova vina, koje se općenito naziva pjenušavim vinima. Ona obuhvaća:
- pjenušce
- bisere
- gazirana vina.

Međusobno se ovi tipovi razlikuju po načinu proizvodnje i po tlaku ugljičnog dioksida u boci.
Dom Pérignon, slijepi redovnik benediktinske opatije Hautviller, našao je način kako da šampanjac učini vrhunskim pićem. Do tada je nevolja bila što su mrtvi kvasci ostajali u boci, a njihov talog zamućivao je vino i davao mu neugodan okus. Naknadnim drugim vrenjem razvije se ugljični dioksid koji mu daje lijepu pjenu i osobit peckav okus. To vrenje može nastati spontano, a može biti izazvano posebnim sojevima kvasaca.
Središta proizvodnje šampanjca su: Épernay i Reims. U Champagni se proizvode isključivo bijeli šampanjci, a najbolji su oni od crnog burgunca (brzim prešanjem dobije se bijelo vino) i chardonnaya.
Povodom donošenja zakonodavstva koje je uredilo proizvodnju šampanjca u Francuskoj i ograničilo vinorodno područje čija pjenušava vina smiju nositi naziv Vin de Champagne, nastali su 1911. god. ozbiljnih socijalni nemiri u kojima su bile spaljene neke vinarije. Vlasti su radi gušenja nemira poslale čak 40 tisuća vojnika.

## Način proizvodnje
Po načinu proizvodnje pjenušci se dijele na one dobivene klasičnom metodom ili dobivene tankovskom metodom, pri tome nema neke razlike u kvaliteti, ali ima u cijeni.

### Klasična metoda
Klasičnom metodom naziva se ona gdje je drugo vrenje obavljeno u boci, odnosno Dom Pérignonova metoda. Ta metoda je vrlo skupa, jer zahtijeva puno prostora i ljudskog rada. Svaka se boca mora, tijekom nekoliko mjeseci, svaki dan protresti, zaokrenuti za koji stupanj i lagano naginjati kako bi se na kraju talog od kvasca skupio na grliću boce. Gubitci od pucanja boca (u kojima nastaje sve jači unutarnji pritisak ugljičnog dioksida) katkad su veliki, a također i puno vina gubi pri degoržaciji, odnosno pri postupku odčepljivanja boca i izlijevanja taloga, te dosipavanja tzv. ekspedicijskog likera, koji će konačno oblikovati okus pjenušca.

### Tankovska metoda
Tankovska metoda je ona gdje je drugo vrenje obavljeno u čeličnim tankovima, a naziva se još i metoda Charmat po svojem pronalazaču. Osnovna vrijednost te metode je u industrijalizaciji postupka, što znači i pojeftinjenje pjenušca i njegova dostupnost širem krugu potrošača.

## Tlak CO2u boci
- Pjenušci pri temperaturi od 4°C moraju imati tlak CO2 veći od 3,5 atm.
- Biseri pri temperaturi od 4°C moraju imati tlak CO2 od 0,5 - 3,5 atm.
- Gazirana vina pri temperaturi od 4°C moraju imati tlak CO2 najmanje 0,5 atm.

Kod pjenušaca i bisera naknadnim se vrenjem razvija vlastiti CO2, a gaziranim se vinima CO2 utlačuje iz čeličnih boca.
Razlika između ovih tipova pjenušavih vina vidi se u pjenjenju i perlanju. Pjenušci pri otvaranju boce razvijaju obilnu pjenu, ali i dugo perlaju (ispuštaju končiće sitnih mjehurića), čak i do 24 sata. 
Kod gaziranih vina, pjena brzo bukne i brzo nestane, a perlanja nema ili traje vrlo kratko.

## Količina neprovrela šećera
Pjenušci i pjenušava vina proizvode se u skali od potpuno suhih do slatkih. S obzirom na ostatak neprovrela šećera nose razne oznake:
- Ultra Brut, Brut Nature ili Brut integral, non dosé ili zero dosage: od 0 do 3 g/l neprovrelog šećera
- Extra Brut: od 0 do 6 g/l neprovrelog šećera
- Brut: od 0 bis 15 g/l neprovrelog šećera
- Extra Sec, također: Extra Dry: od 12 do 20 g/l neprovrelog šećera
- Sec: od 17 do 35 g/l neprovrelog šećera
- Demi Sec: od 35 bis 50 g/l neprovrelog šećera
- Doux: s 50 g/l neprovrelog šećera (rijetko kod šampanjaca)

## Veličine butelja
Pjenušci se prodaju u buteljama raznih veličina, od kojih svaka ima svoj naziv. Veće boce imaju nazive različitih povijesnih ili biblijskih ličnosti.
| normalna veličina | litara | naziv                            |
| ----------------- | ------ | -------------------------------- |
| ¼                 | 0,2    | Piccolo                          |
| ½                 | 0,375  | Demi / Filette                   |
| 1                 | 0,75   | Imperial ili bouteille (butelja) |
| 2                 | 1,5    | Magnum                           |
| 4                 | 3      | Jeroboam (dvostruki magnum)      |
| 6                 | 4,5    | Rehoboam                         |
| 8                 | 6      | Metuzalem                        |
| 12                | 9      | Salmanazar                       |
| 16                | 12     | Baltazar                         |
| 20                | 15     | Nebukadnezar                     |
| 24                | 18     | Salomon                          |
| 35                | 26.25  | Souverain ili Sovereign          |
| 36                | 27     | Primat                           |
| 40                | 30     | Melchisedec                      |